# Атанасіос Кинігакіс
Атанасіос Кинігакіс (1 січня 1998) — грецький плавець.
Учасник Олімпійських Ігор 2020 року, де в марафонському плаванні на дистанції 10 кілометрів посів 5-те місце.